# DDR-Straßen-Radmeisterschaften 1954
Bei den Straßen-Radmeisterschaften in der DDR 1954 siegten im Einzelrennen der Magdeburger Gustav-Adolf Schur und im Mannschaftszeitfahren die BSG Berliner Bär.

## Einzelrennen
Die Entscheidung über den DDR-Einzelstraßenmeister wurde über zwei Läufe entschieden. Für die Platzierung wurden jeweils Punkte von zwanzig bis zehn vergeben, aus deren Addition der Meister ermittelt wurde.

### 1. Lauf: „Rund um das Erzgebirge“ (20. Juni 1954)
Die 170 Kilometer lange Strecke führte von Karl-Marx-Stadt über Annaberg-Buchholz nach Johanngeorgenstadt, dem höchsten Punkt der Fahrt, und zurück über Aue wieder nach Karl-Marx-Stadt. Nach 20 Kilometern, an der Steigung zum Rasmussenberg vor Marienberg gab es bereits die ersten Ausfälle im Fahrerfeld. Bei Kilometer 45 hinter Wiesenbad wurde das 40-köpfige Hauptfeld gesprengt, als sich Gustav-Adolf Schur, Werner Malitz und Detlef Zabel absetzten. Schon nach zehn Kilometern hatte das Trio einen Vorsprung von einer Minute vor einem Verfolgerfeld, das aus zwölf weiteren Fahrern bestand. Nachdem insgesamt 70 Kilometer zurückgelegt waren, lösten sich vier Fahrer, u. a. der Karl-Marx-Städter Horst Siegel, von den Verfolgern und kamen nach einer Viertelstunde bis auf 200 Meter an die drei Spitzenreiter heran. Auf der zwölfprozentigen Steigung nach Johanngeorgenstadt konnten Schur und Zabel ihre Verfolger wieder abschütteln und vergrößerten den Vorsprung auf zwei Minuten. Malitz konnte das Tempo nicht mehr mithalten und gab auf. Mit 45 km/h begaben sich beide Spitzenreiter auf die Rückfahrt nach Karl-Marx-Stadt. In Aue, 35 Kilometer vor dem Ziel, ließ Schur seinen Konkurrenten hinter sich und strebte allein dem Sieg entgegen. Er gewann das Rennen mit einem Vorsprung von fast fünf Minuten vor Zabel.
|      | Fahrer             | Mannschaft                 | Zeit (h) | Punkte |
| ---- | ------------------ | -------------------------- | -------- | ------ |
| 1.   | Gustav-Adolf Schur | BSG Aufbau Börde Magdeburg | 5:11:52  | 20     |
| 2.   | Detlef Zabel       | BSG Rotation Berlin        | 5:16:37  | 19     |
| 3.   | Benno Funda        | BSG Berliner Bär           | 5:17:12  | 18     |
| 4.   | Horst Siegel       | BSG Wismut Karl-Marx-Stadt | 5:18:07  | 17     |
| 5.   | Gotthard Weber     | BSG Wismut Karl-Marx-Stadt | 5:18:10  | 16     |
| 0... |                    |                            |          |        |

### 2. Lauf: Zeitfahren Leipzig–Oschatz (4. Juli 1954)
Die Zeitfahrstrecke führte über 104 Kilometer von Leipzig nach Oschatz und wieder zurück. Nachdem Schur den ersten Meisterschaftslauf souverän gewonnen hatte, musste er sich im Zeitfahren hartnäckiger Konkurrenz erwehren. Dabei boten ihm zunächst die beiden unbekannten Berliner Mebes und Siegfried Grigat (beide BSG Motor Friedrichshain West) überraschend Paroli. Mebes hatte nach 25 Kilometern Bestzeit gefahren, nach 80 Kilometern lag Grigat 24 Sekunden vor Schur. Auf den letzten zehn Kilometern spielten dann aber Schur und Benno Funda ihre Stärke aus. Beide nahmen Grigat noch zwei Minuten ab, Bestzeit aber fuhr Gustav-Adolf Schur, der mit 19 Sekunden Vorsprung vor Funda auch den zweiten Meisterschaftslauf und damit den Meistertitel gewann. Fundas zweiter Platz reichte ihm zugleich für Platz zwei in der Gesamtwertung, während sein Mannschaftskamerad Detlef Zabel nach seinem fünften Platz im Zeitfahren Rang drei in der Meisterschaft erreichte.
|      | Fahrer             | Mannschaft                    | Zeit (h) | Punkte |
| ---- | ------------------ | ----------------------------- | -------- | ------ |
| 1.   | Gustav-Adolf Schur | BSG Aufbau Börde Magdeburg    | 2:55:04  | 20     |
| 2.   | Benno Funda        | BSG Berliner Bär              | 2:55:23  | 19     |
| 3.   | Siegfried Grigat   | BSG Motor Friedrichshain West | 2:57:26  | 18     |
| 4.   | Horst Siegel       | BSG Wismut Karl-Marx-Stadt    | 2:59:19  | 17     |
| 5.   | Detlef Zabel       | BSG Rotation Berlin           | 2:59:20  | 16     |
| 0... |                    |                               |          |        |

### Endstand
|      | Fahrer             | Mannschaft                 | Punkte |
| ---- | ------------------ | -------------------------- | ------ |
| 1.   | Gustav-Adolf Schur | BSG Aufbau Börde Magdeburg | 40     |
| 2.   | Benno Funda        | BSG Berliner Bär           | 37     |
| 3.   | Detlef Zabel       | BSG Rotation Berlin        | 35     |
| 4.   | Horst Siegel       | BSG Wismut Karl-Marx-Stadt | 34     |
| 5.   | Günter Teske       | BSG Rotation Berlin        | 28     |
| 0... |                    |                            |        |

## Mannschaftszeitfahren (18. Juli 1954)
Die Mannschaftsmeisterschaft wurde als Zeitfahren auf einer 98 Kilometer langen Strecke von Ost-Berlin nach Freienwalde und zurück ausgetragen. Es wurde mit Sechserteams gefahren, die im Abstand von fünf Minuten auf die Strecke geschickt wurden. Bei nasskaltem Wetter hatte die Mannschaft der BSG Berliner Bär mit Benno Funda, Werner Gallinge, Fritz Jährling, Werner Malitz, Rudi Kirchhoff und Heinz Sippli am Wendepunkt bereits mit 2:45 Minuten Vorsprung vor der BSG Rotation Berlin um Detlef Zabel Bestzeit gefahren. Ratation hatte zu Beginn das Rennen verbummelt, konnte aber bis zu Schluss den zweiten Platz behaupten, allerdings mit 2:32 Minuten Rückstand auf die BSG Berliner Bär. Deren Sieg ist umso höher zu bewerten, da auf dem Rückweg Gallinge ausfiel und Malitz einen Sattelbruch verkraften musste. Der Titelverteidiger BSG Wismut Karl-Marx-Stadt mit dem Meisterschaftsvierten Horst Siegel musste sich diesmal mit Platz vier begnügen, da die BSG Rotation Leipzig Ost um 1:30 Minuten schneller gewesen war. Überraschend gut platzierte sich die kleine Berliner Betriebssportgemeinschaft (BSG) Motor Friedrichshain West auf Rang fünf.
|      | Mannschaft                    | Zeit (h)  |
| ---- | ----------------------------- | --------- |
| 1.   | BSG Berliner Bär              | 2:30:22,5 |
| 2.   | BSG Rotation Berlin           | 2:32:54,2 |
| 3.   | BSG Rotation Leipzig Ost      | 2:33:03,2 |
| 4.   | BSG Wismut Karl-Marx-Stadt    | 2:34:32,8 |
| 5.   | BSG Motor Friedrichshain West | 2:35:33,2 |
| 0... |                               |           |